# 三好大倫
三好 大倫（みよし ひろのり、1997年9月28日 - ）は、香川県大川郡白鳥町（現：東かがわ市）出身の元プロ野球選手（外野手）、YouTuber。左投左打。
兄はJR四国に所属する社会人野球選手の三好大輝。

## 経歴

### プロ入り前
東かがわ市立白鳥小学校2年時に「白鳥ジュニアファイターズ」で野球を始め、東かがわ市立白鳥中学校時代までは軟式野球をプレーする。
香川県立三本松高等学校へ進学すると、投げては最速144km/h、打っては高校通算26本塁打を記録し、二刀流の投手としてプロから注目される。しかし、甲子園出場は無かった。

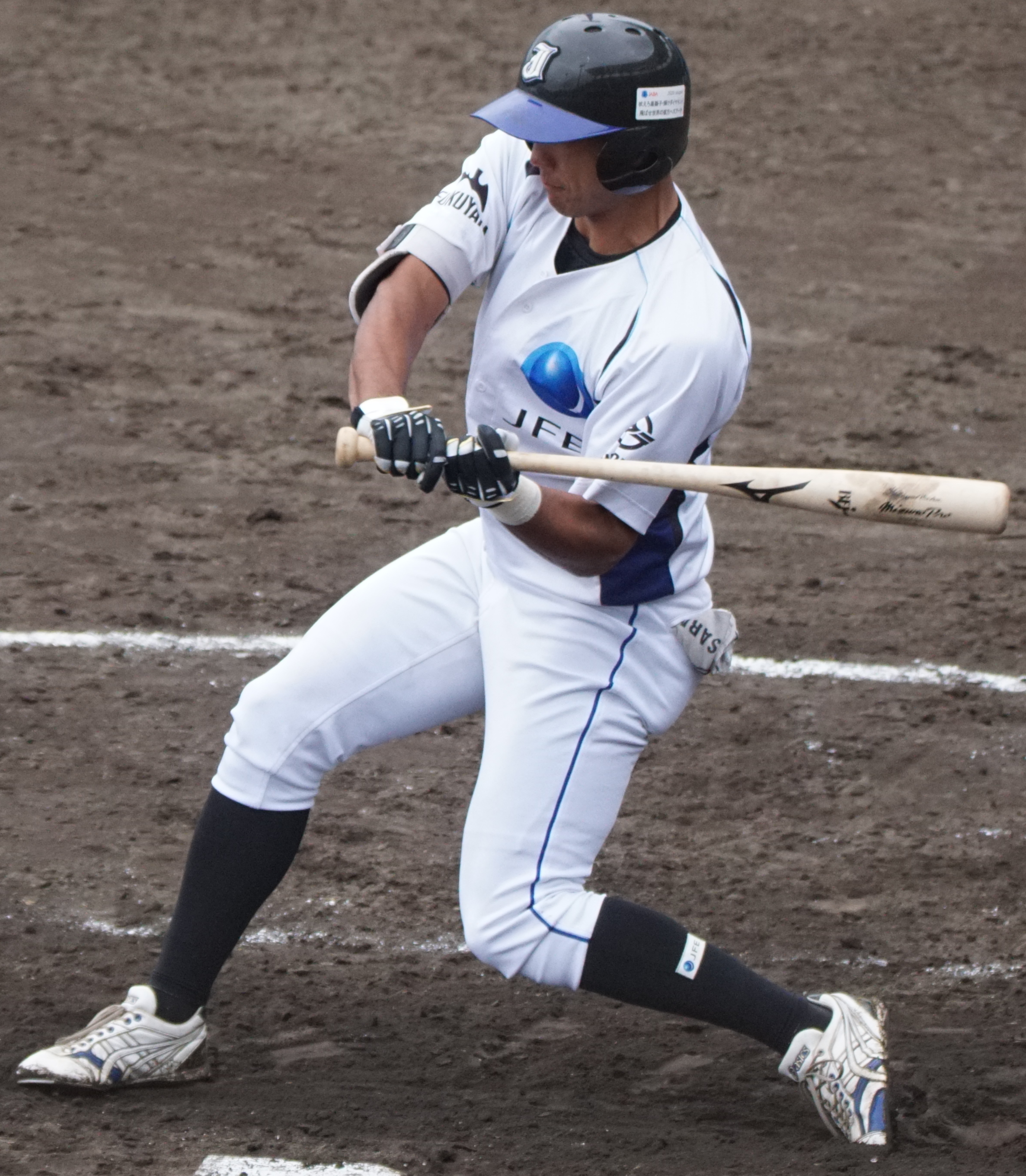
JFE西日本時代
（2020年10月4日、東広島アクアスタジアムにて）

高校卒業後はJFEスチールに入社し、同社の社会人野球チームであるJFE西日本でプレーをする。入社3年目まで投手としてプレーし、4年目からは外野手に転向した。当時のチームメイトに河野竜生、吉川雄大、小林寛がいる。
2020年のプロ野球ドラフト会議では、入社5年目にして中日ドラゴンズから6位指名を受け、11月20日に契約金3500万円、年俸840万円で仮契約を結んだ。背番号は30。担当スカウトは野本圭。

### 中日時代
2021年の春季キャンプでは、ルーキーの中で唯一、一軍キャンプメンバーに抜擢された。7月15日に開催されたフレッシュオールスターに選出された。一軍出場は無かった。
2022年は、開幕は二軍で迎えたが、3月29日に初めて一軍に昇格し、翌日の試合途中に守備で初出場を果たした。6月19日の対読売ジャイアンツ戦（バンテリンドーム ナゴヤ）では、「2番・右翼手」でプロ初の先発出場を果たし、6回裏にはマット・シューメーカーからプロ初安打となる右翼フェンス直撃の二塁打を放った。8月20日の対東京ヤクルトスワローズ戦（バンテリンドーム ナゴヤ）では、原樹理から右翼席へソロ本塁打を放ち、プロ初打点及び初本塁打を記録した。シーズン終了まで外野の守備固めや代走の起用を中心に6盗塁を記録し、打撃でも打率.218を記録した。11月22日に160万円増の推定年俸900万円で契約を更改した。
2023年は、前半に二軍で59試合に出場して打率.263、14打点、9盗塁の結果を残し、7月29日に同年一軍初昇格を果たした。一軍では主に代走や守備固めを中心として出場し、打率.154、3盗塁の成績だった。出場30試合中代走での出場は16試合であった。オフの11月23日に40万円減の年俸860万円で契約を更改した（金額は推定）。
2024年は、オープン戦から一時安打数、盗塁数がトップになるなど結果を残す。前年に中堅を守っていた岡林勇希の怪我もあり、「1番・中堅手」としてプロ入り後初の開幕一軍、開幕スタメンを勝ち取った。開幕直後は1番打者としてチームの一時首位浮上に貢献したが、徐々に打撃の状態を落としたのに加え岡林が怪我から復帰したことにより、5月24日に一軍登録を抹消された。そのまま一軍に再昇格されることなくシーズンを終え、打率.220、0本、4打点、0盗塁という成績に終わった。10月29日、戦力外通告を受けた。
2025年3月2日に自身のSNSを更新し、現役引退を発表した。

### 現役引退後
引退後にはYouTubeチャンネルを新たに開設。現在は一般会社員として働いていることを明かし、またYouTubeでの投稿を始めると発表した。その傍ら、少年野球向けの野球指導も行っている。

## 選手としての特徴
50メートル5秒8の俊足と遠投110メートルの強肩、積極的な打撃が持ち味。

## 人物
目標とする選手は大島洋平。
趣味は読書で、好物は豚骨ラーメン。好きな有名人はゆきぽよ。

## 詳細情報

### 年度別打撃成績
| 年 度     | 球 団     | 試 合 | 打 席 | 打 数 | 得 点 | 安 打 | 二 塁 打 | 三 塁 打 | 本 塁 打 | 塁 打 | 打 点 | 盗 塁 | 盗 塁 死 | 犠 打 | 犠 飛 | 四 球 | 敬 遠 | 死 球 | 三 振 | 併 殺 打 | 打 率 | 出 塁 率 | 長 打 率 | O P S |
| --------- | --------- | ----- | ----- | ----- | ----- | ----- | -------- | -------- | -------- | ----- | ----- | ----- | -------- | ----- | ----- | ----- | ----- | ----- | ----- | -------- | ----- | -------- | -------- | ----- |
| 2022      | 中日      | 45    | 61    | 55    | 7     | 12    | 2        | 1        | 1        | 19    | 2     | 6     | 0        | 4     | 0     | 2     | 0     | 0     | 16    | 0        | .218  | .246     | .345     | .591  |
| 2023      | 中日      | 30    | 17    | 13    | 6     | 2     | 1        | 0        | 0        | 3     | 0     | 3     | 2        | 1     | 0     | 1     | 0     | 2     | 4     | 0        | .154  | .313     | .231     | .543  |
| 2024      | 中日      | 37    | 90    | 82    | 6     | 18    | 2        | 1        | 0        | 22    | 4     | 0     | 0        | 1     | 1     | 5     | 0     | 1     | 22    | 2        | .220  | .270     | .268     | .538  |
| 通算：3年 | 通算：3年 | 112   | 168   | 150   | 19    | 32    | 5        | 2        | 1        | 44    | 6     | 9     | 2        | 6     | 1     | 8     | 0     | 3     | 42    | 2        | .213  | .265     | .293     | .559  |

- 2024年度シーズン終了時

### 年度別守備成績
| 年 度 | 球 団 | 外野  | 外野  | 外野  | 外野  | 外野  | 外野     |
| 年 度 | 球 団 | 試 合 | 刺 殺 | 補 殺 | 失 策 | 併 殺 | 守 備 率 |
| ----- | ----- | ----- | ----- | ----- | ----- | ----- | -------- |
| 2022  | 中日  | 25    | 28    | 0     | 0     | 0     | 1.000    |
| 2023  | 中日  | 9     | 4     | 0     | 0     | 0     | 1.000    |
| 2024  | 中日  | 28    | 60    | 0     | 1     | 0     | .984     |
| 通算  | 通算  | 62    | 92    | 0     | 1     | 0     | .989     |

- 2024年度シーズン終了時

### 記録
- 初出場：2022年3月30日、対横浜DeNAベイスターズ2回戦（バンテリンドーム ナゴヤ）、7回表に岡林勇希に代わり右翼手で出場
- 初先発出場：2022年6月19日、対読売ジャイアンツ12回戦（バンテリンドーム ナゴヤ）、「2番・右翼手」で先発出場[25]
- 初打席：同上、1回裏にマット・シューメーカーから中飛
- 初安打：同上、6回裏にマット・シューメーカーから右越二塁打[26]
- 初盗塁：2022年8月14日、対阪神タイガース20回戦（京セラドーム大阪）、9回表に本盗（投手：岩崎優、捕手：梅野隆太郎）※一塁走者・土田龍空と重盗
- 初本塁打・初打点：2022年8月20日、対東京ヤクルトスワローズ17回戦（バンテリンドーム ナゴヤ）、3回裏に原樹理から右越ソロ

### 背番号
- 30（2021年[7] - 2024年）